# Nikolaï Stepanov
Pour les articles homonymes, voir Stepanov.
Nikolaï Aleksandrovitch Stepanov (en russe : Николай Александрович Степанов), né le 21 avril 1807 (3 mai) à Kalouga dans l'Empire russe et décédé le 23 novembre 1877 (5 décembre) à Moscou, est un artiste caricaturiste russe. Il est le frère de Piotr Stepanov (1805-1891), général d'infanterie.

## Biographie
Nikolaï Stepanov est né en 1807 à Kalouga. Son père, Alexandre Petrovitch Stepanov, est le premier gouverneur nommé à la tête du Gouvernement du Ienisseï.
En 1821, ensemble avec son frère il est inscrit au Pensionnat pour la noblesse de l'université de Moscou. Il commence déjà à écrire des vers qui n'ont jamais été publiés.
En 1827, il est nommé à Krasnoïarsk, au service administratif de la direction principale de la Sibérie orientale. Il commence à dessiner des caricatures et projette de publier une revue.
Dans les années 1829 — 1830 apparaît à Krasnoïarsk une société d'amateurs de littérature « Conversation littéraire de Krasnoïarsk ». Elle est créée par Nikolaï Stepanov et V. I. Sokolovski, I. M. Petrov, I. Krasnopolski en sont les animateurs. Elle doit toutefois mettre un terme à ses activités par crainte d'éveiller des soupçons au point de vue politique. Des informations compromettantes sont découvertes par la chancellerie de Nicolas Ier. En 1836, V. I. Sokolovski, le secrétaire de la société littéraire, est arrêté et emprisonné à la forteresse de Chlisselbourg. La principale inculpation est basée sur l'existence et le contenu de la « Charte de la société littéraire de Krasnoïarsk».

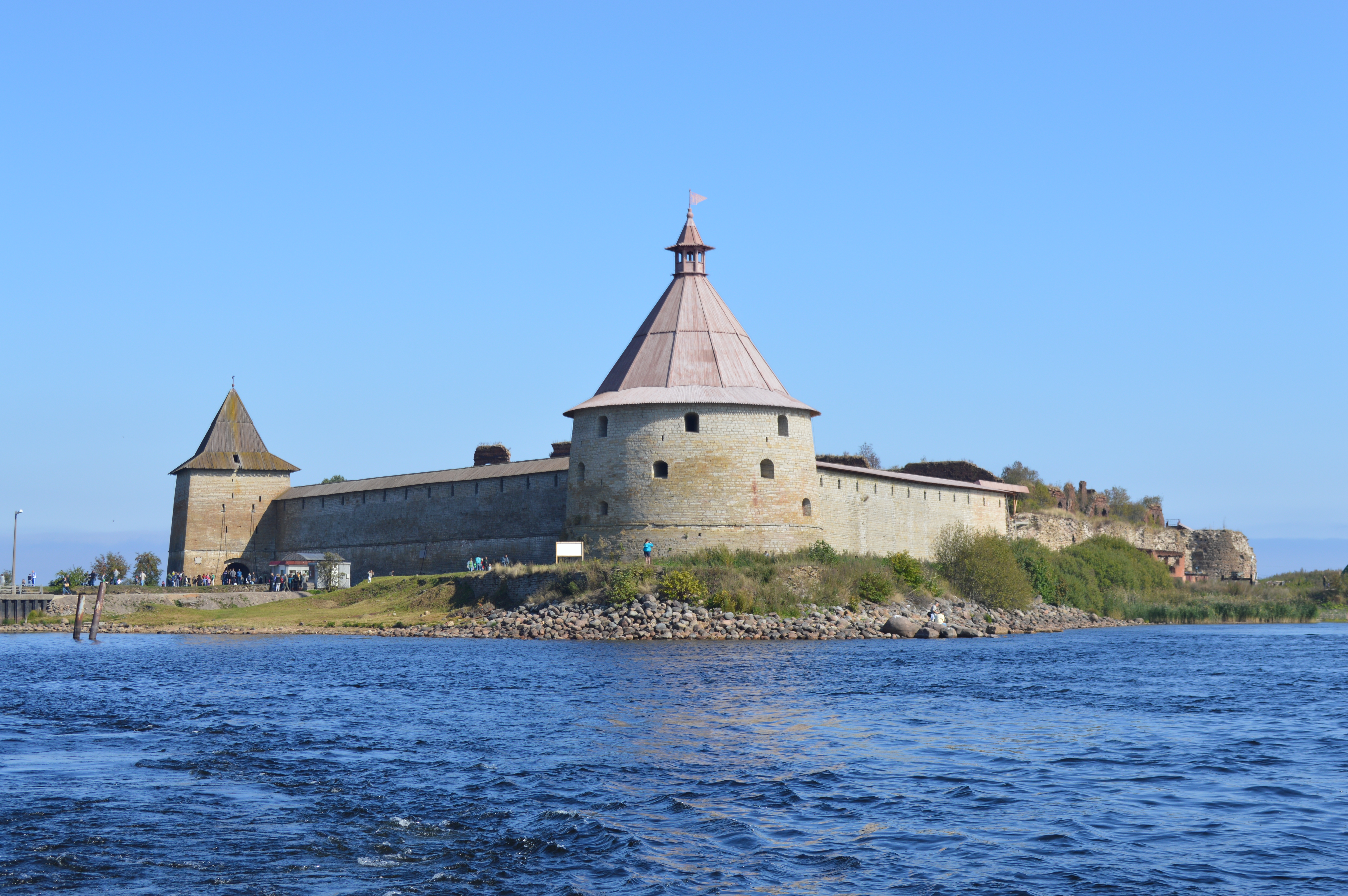
Forteresse de la ville de Chlisselbourg appelée Orechek

En 1832, Stepanov part pour Saint-Petersbourg où il travaille au département du Trésor public. En 1836 il est transféré à Saratov, et en 1843, il prend sa retraite avec le grade de conseiller d’État.

Il dessine des caricatures pour les revues Le Fils de la Patrie, L'Almanach illustré. En 1849 ensemble avec son beau-frère (le frère aîné de son épouse), le compositeur Alexandre Dargomyjski, il crée un « album musical », et dessine des caricatures pour l'illustrer. Dans les années 1855—1856 il publie différents albums de ses caricatures. Il commence aussi à réaliser des bustes caricaturaux en plâtre de personnalités du monde de la culture tels que : Ivan Aïvazovski, Vissarion Belinski, Nikolaï Nekrassov.
Entre 1859 et 1864, avec le poète Vassili Kourotchkine, il commence à publier la revue satirique Iskra. Il dessine plus de 1 600 caricatures pour celle-ci. En 1865, il commence la publication d'une autre revue appelée Le Réveille-Matin, après la disparition de Iskra. Il collabore à la revue Le Réveille-Matin jusqu'en 1876.
Nikolaï Stepanov meurt le 23 novembre 1877 à Moscou.
Les premiers dessins de Stepanov réalisés à l'époque où il habitait Krasnoïarsk ont été rassemblés par le bibliophile Gennadi Ioudine (1840-1912). Actuellement ils sont conservés à la bibliothèque scientifique nationale de la région de Krasnoïarsk.

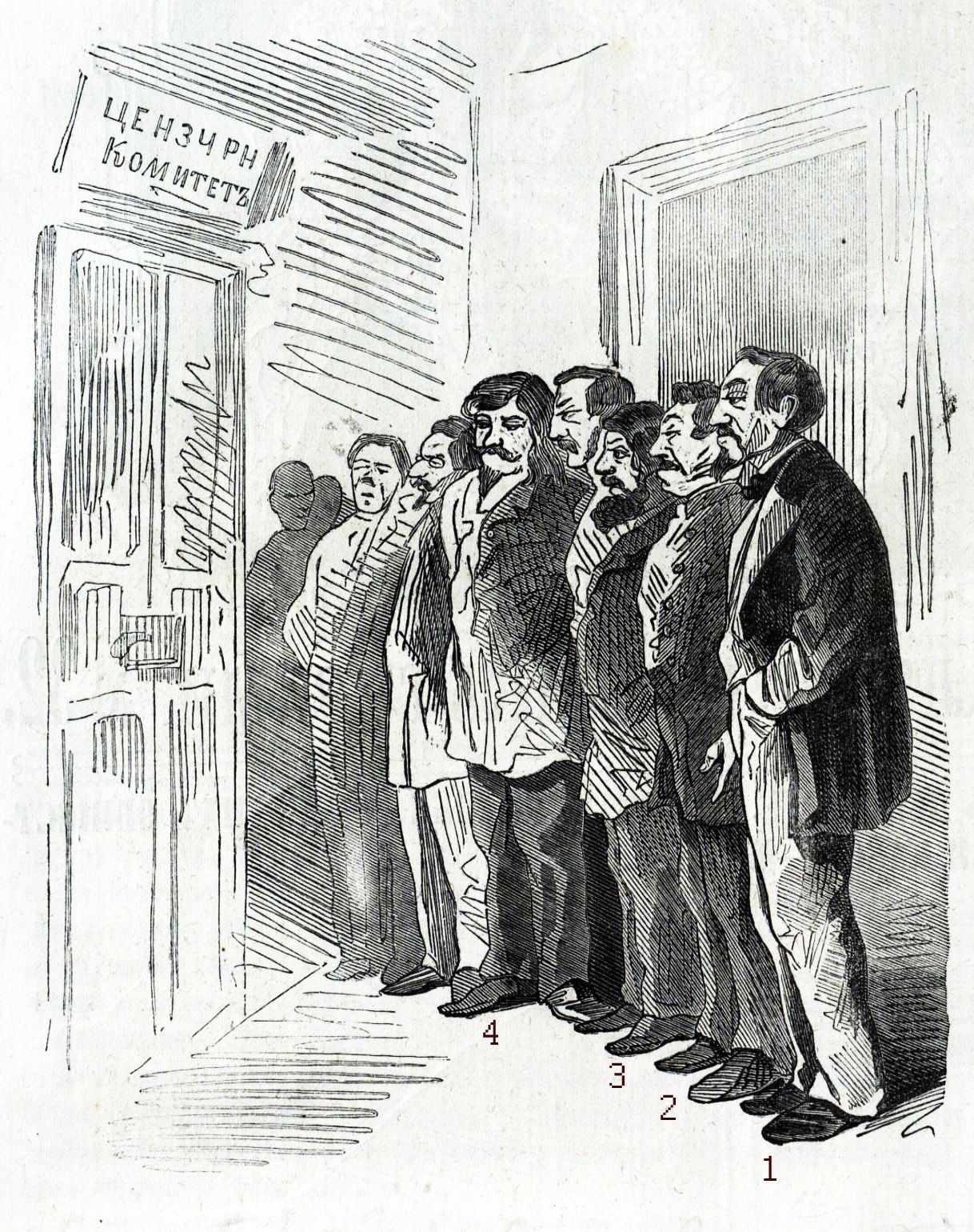
Les rédacteurs défendent leurs articles au bureau du Comité de censure (Empire russe) 1 — Nikolaï Nekrassov; 2 — Vassili Kourotchkine; 3 — Stepan Gromeka; 4 — Mikhaïl Dostoïevski). « Iskra », 1862, № 32.
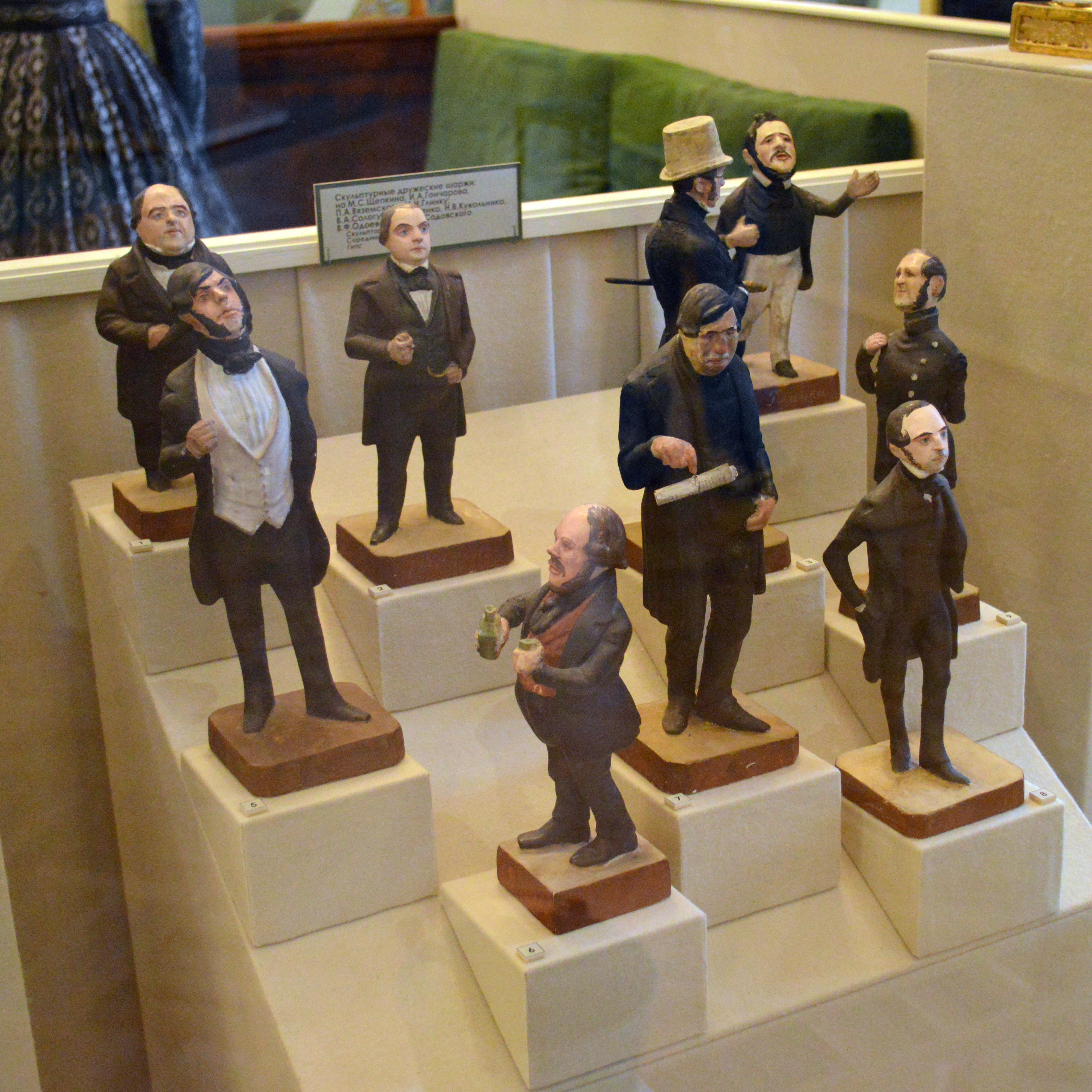
Caricatures en papiers mâché - Musée historique d'État de Moscou